# 尼古拉·乌莫夫
尼古拉·阿列克谢耶维奇·乌莫夫（俄语：Никола́й Алексе́евич У́мов，羅馬化：Nikolay Alekseevich Umov，1846年2月4日—1915年1月28日），俄羅斯物理學家和數學家，以獨立發現烏莫夫－坡印廷向量的概念和乌莫夫效应而為人所知。

## 經歷
烏莫夫於1846年在辛比爾斯克（今乌里扬诺夫斯克）的一個軍醫家庭出生。他於1867年畢業於莫斯科國立大學物理與數學系，1875年成為該校物理學教授。烏莫夫藉著研讀加布里埃尔·拉梅、阿尔弗雷德·克莱布什和魯道夫·克勞修斯的研究成果學習理論物理學，這對他後來所提出的物理學獨創性思想有顯著影響。
1896年亚历山大·斯托列托夫逝世後，烏莫夫成為莫斯科國立大學物理學系系主任。他並且和彼得·列別捷夫一起參與莫斯科國立大學物理研究所的成立。
烏莫夫還組織了數個教育性的學會，他曾擔任莫斯科自然探索學會會長17年。並且他是第一位認可相對論重要性的俄羅斯科學家。1911年時因為對政府的不滿，他和多位莫斯科國立大學著名教授一起辭職抗議。1915年烏莫夫在莫斯科逝世。

## 研究
烏莫夫是第一位將能量運動的速度與方向和空間中特定點能量密度的概念，而前述概念與今日所知的坡印廷向量有關。烏莫夫於1873到74年間任職於敖德薩時發表了內容主要是能量運動概念的第一篇論文。在他的第一個職務期間，他認為势能在某些環境下會以難以察覺的狀態下如同動能一般作用。根據這項假說：烏莫夫定下結論，認為在一特定地點的能量是可能可以被確認的。因此，烏莫夫的假設自然引發了關於能量運動的問題。而在他接下來的研究中並未將自己的領域受限在勢能本質的假說，而只是以能量守恒定律為方針。在確立了能量密度與運動的概念後，烏莫夫寫下了在彈性物質和流體中能量運動的微分方程。在數學領域的權威百科全書《數學科學百科全書》 中相關紀錄是：「烏莫夫在1874年就已經解決了整體狀態下液體和彈性物質中能量運動的問題。然而，對於這觀點的強烈關注則要在約翰·坡印廷基於麦克斯韦方程组提出了電磁能量流的概念後」。而這已是烏莫夫發表他的概念10年之後了。
烏莫夫是首位提出質量和能量轉換關係的人，並早在1873年就提出了公式 {\displaystyle E=kmc^{2}}，其中0.5 =< k =< 1。1875年烏莫夫解決了在任何形式的導體上電流分佈的普遍問題。1888到91年間烏莫夫透過實驗觀察水溶液的擴散、不透明物質中的光偏振，並發現了光色去偏振效應。1900年他對地磁场以高斯公式進行多次分析，這讓科學家得以對地磁場的長期變化定義進行全面分析。

## 外部連結
- Umov's works review （页面存档备份，存于） （俄文）
- Biography of Umov （页面存档备份，存于） （俄文）
- Biography of Umov （页面存档备份，存于） （俄文）